# Повідзько
Повідзько (пол. Powidzko, нім. Powitzko) — село в Польщі, у гміні Жміґруд Тшебницького повіту Нижньосілезького воєводства.
Населення — 280 осіб (2011).
У 1975-1998 роках село належало до Вроцлавського воєводства.

## Демографія
Демографічна структура станом на 31 березня 2011 року:
|          | Загалом | Допрацездатний вік | Працездатний вік | Постпрацездатний вік |
| -------- | ------- | ------------------ | ---------------- | -------------------- |
| Чоловіки | 138     | 37                 | 95               | 6                    |
| Жінки    | 142     | 26                 | 86               | 30                   |
| Разом    | 280     | 63                 | 181              | 36                   |